# Resurrezione di Nostro Signore Gesù Cristo
Risurrezione di Nostro Signore Gesù Cristo ou Igreja da Ressurreição de Nosso Senhor Jesus Cristo é uma igreja de Roma, Itália, localizada na Via di San Sebastianello, no rione Campo Marzio. É uma igreja subsidiária na paróquia de San Giacomo in Augusta e considerada como uma das igrejas nacionais da Polônia na cidade. Foi construída em 1889 para servir à vizinha Congregação Ressurrecionista, uma casa polonesa. É composta por uma nave e dois altares laterais, um dedicado à Santa Cruz e outro, à Nossa Senhora do Bom Conselho.